# Юлий Непоциан
Ю́лий Непоциа́н (лат. Iulius Nepotianus, на монетах также называется Флавием Попилием Непоцианом лат. Flavius Popilius Nepotianus и Флавием Непоцианом Константином лат. Flavius Nepotianus Constantinus, ? — 30 июня 350) — римский император с 3 июня по 30 июня 350 года, обычно называется Непоциан (в некоторых источниках — Потенциан). Недолговечный узурпатор, член династии Константина Великого. Правил городом Римом в течение 28 дней, после чего был убит военачальником своего соперника, узурпатора Магненция, Марцеллином.

## Происхождение
Был сыном Евтропии (единокровной сестры Константина I) и (скорее всего) Вирия Непоциана, консула 336 года. По матери был внуком императора Констанция I Хлора и Флавии Максимианы Феодоры. Год рождения Непоциана неизвестен. Неизвестно так же, почему он не был убит вместе с остальными родственниками Константина Великого летом 337 года. Р. Бёрджесс предполагает, что летом 337 года Евтропия как раз была беременна Непоцианом. Однако, в этом случае, в 350 году ему должно было быть лишь 13 лет, в то время как на монетах изображен вполне взрослый мужчина с бородой. Бёрджесс объясняет такие изображения тем, что для печатания монет использовались изображения Констанция II, а не самого Непоциана. Возможно, что Непоциан родился до 337 года, и не был убит из-то того, что был родственником Константина не по мужской линии и к тому же находился далеко от основного места убийств — в Риме.

## Правление
После восстания Магненция провозгласил себя императором и 3 июня 350 подступил к Риму, как сообщают античные источники, собрав в свои отряды гладиаторов:
«Между тем в Риме чернь была подкуплена и, вследствие всеобщей ненависти к Магненцию, родственник Флавия с материнской стороны Непоциан, вооружив отряд гладиаторов и убив префекта города, объявляет себя императором.»
Префект города Рима Фабий Титиан (по другим сведениям — Аниций, или Аникеций), поддерживавший Магненция, вооружил римских горожан и выступил против Непоциана. Однако городское ополчение было быстро рассеяно и бежало. Префект отступил в город и попытался запереть ворота, однако отряды Непоциана ворвались вслед за отступающим ополчением и устроили резню. Магненций незамедлительно послал против Непоциана войска под началом своего доверенного лица, магистра оффиций Марцеллина, который ранее убил императора Константа. Тот легко справился с задачей, и 30 июня Непоциан

«… нашел конец, достойный своим жестоким начинаниям. Ибо на двадцать восьмой день, схваченный полководцами Магненция, он понес кару. Голову его на копье носили по всему Городу…»

Через несколько дней была убита также его мать, сестра Константина Великого, Евтропия.
Источники сообщают, что в это время случились тяжелейшие проскрипции и убийства знати:

«Его безрассудство причинило столько бед римскому народу и сенаторам, что повсюду дома, площади, улицы и храмы были залиты кровью и полны трупов, точно погребальные костры».

Не до конца, однако, понятно, относятся ли эти сообщения к правлению Непоциана или террор последовал после его казни.
Античная традиция единодушно признавала Непоциана человеком дурным и жестоким.